# Ramsgate
Ramsgate är en stad och civil parish i grevskapet Kent i sydöstra England. Staden ligger i distriktet Thanet, vid Englands sydkust. Ramsgates huvudattraktion är dess närhet till havet. Tätorten (built-up area) hade 42 027 invånare vid folkräkningen år 2021.

## Historia
Ramsgate var ursprungligen ett litet fiskeläge och jordbruksby. År 597 landsteg Augustinus av Canterbury vid Ramsgate, utsänd som missionär av påven Gregorius I. Ramsgate som stad blev omnämnt för första gången runt året 1274, men det dröjde till 1357 när staden fick namnet Ramesgate. Efter cirka 100 år av konstruktion, färdigställdes Ramsgate Harbour 1850. På grund av sitt strategiska läge nära kontinenten fick hamnen militär betydelse under Napoleonkrigen och evakueringen av Dunkerque. År 2017 blev Ramsgate utsett som en av tio Heritage Action Zones av Historic England.

## Kända personer från Ramsgate
- Brenda Blethyn, skådespelerska
- Gary Pallister, fotbollsspelare